# Climacoidea redbayensis
Climacoidea redbayensis är en kräftdjursart som först beskrevs av H.S. Puri 1954.  Climacoidea redbayensis ingår i släktet Climacoidea och familjen Trachyleberididae. Inga underarter finns listade i Catalogue of Life.